# Lullusglocke

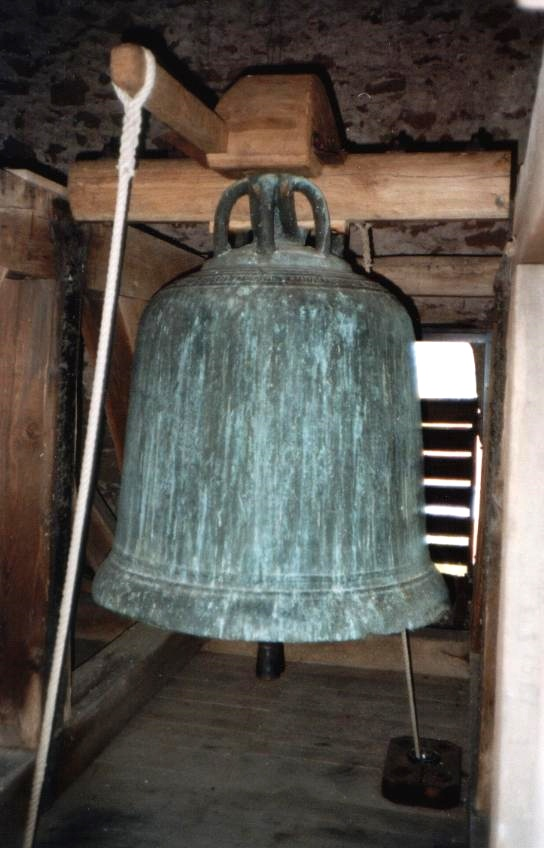
Lullusglocke

Lullusglocke - o sino datado mais antigo da Alemanha, pendurado na torre de Santa Catarina, que faz parte das ruínas da abadia de Bad Hersfeld.
O sino foi encomendado pelo abade Meginher em 1038. É usado quatro vezes por ano: na Páscoa, Pentecostes, Natal e no aniversário da morte do padroeiro do sino e fundador da Abadia de Bad Hersfeld, Bispo Lullus, em 16 de outubro.
O sino tem um tom semelhante a h 0 e c 1 e pesa cerca de 1000 kg.